# Itsumaden
Itsumaden é um youkai japonês.